# 洛博敦島
洛博敦島（英語：Lobodon Island），是南極洲的島嶼，位於沃泰爾斯角以東6公里，屬於帕默群島的一部分，在1956年12月由英國探險隊繪入地圖，現時由南極條約體系管理。